# Tatepeira carrolli
Tatepeira carrolli är en spindelart som beskrevs av Levi 1995. Tatepeira carrolli ingår i släktet Tatepeira och familjen hjulspindlar.
Artens utbredningsområde är Colombia. Inga underarter finns listade i Catalogue of Life.